# فريديريك دا روكا

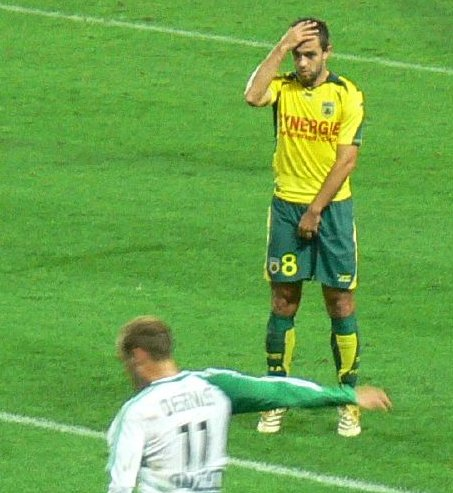

فريديريك دا روكا (بالفرنسية: Frédéric Da Rocha)‏ (مواليد 16 سبتمبر 1974 في سينون - فرنسا) لاعب كرة قدم فرنسي يلعب حاليا لصالح نادي الدرجة الأولى بولوني الفرنسي منذ 2009 في مركز الوسط المهاجم.

## روابط خارجية
- فريديريك دا روكا على موقع قاعدة بيانات كرة القدم.إي يو (الإنجليزية)
- فريديريك دا روكا على موقع بيانات كرة القدم. دي إي (الألمانية)
- فريديريك دا روكا على موقع ليكيب (الفرنسية)
- فريديريك دا روكا على موقع Soccerway.com (الإنجليزية)
- فريديريك دا روكا على موقع عالم كرة القدم.نت (الإنجليزية)